# Schmalspurbahn Karinskaja
| Schmalspurbahn Karinskaja      | Schmalspurbahn Karinskaja |
| ------------------------------ | ------------------------- |
| Brücke über den Fluss Tschepza |                           |
| Gesamte Schmalspurbahn, 2011   |                           |
| Streckenlänge:                 | 81 km                     |
| Spurweite:                     | 750 mm (Schmalspur)       |
|                                |                           |

Die Schmalspurbahn Karinskaja (russisch Каринская узкоколейная железная дорога, transkr. Karinskaja uskokoleinaja schelesnaja doroga, transl. Karinskaâ uzkokolejnaâ železnaâ doroga) war eine etwa 81 Kilometer lange Schmalspurbahn mit 750 Millimetern Spurweite bei Kirowo-Tschepezk in der Oblast Kirow in Russland zum Transport von Torf und Passagieren.

## Geschichte
Der erste Streckenabschnitt der Torfeisenbahn wurde 1942 in Betrieb genommen. Er war 22 Kilometer lang, einschließlich einer Brücke über den Fluss Tschepza, die am 22. Juli 1942 eröffnet wurde. Die Ladung des ersten Torfzugs mit 10 Loren wurde am 14. Dezember 1942 an das Wärmekraftwerk übergeben.
Im Jahr 1949 (nach anderen Quellen Anfang 1953) wurde der Bau einer über dreihundert Meter langen dauerhaften Brücke über die Tschepza abgeschlossen. Bis zum Jahr 1955 wurden ungefähr vierzig Kilometer Schienen zum nördlichen Prokopjewski-Torfmoor (Прокопьевского торфомассива) gelegt, auf dem die Siedlung Oktjabrski (Октябрьский) gebaut wurde.
Im Jahr 1959 wurde eine Strecke von der Station Torfjanaja (Торфяная) in südlicher Richtung über die Überführung über die Strecke Kirow–Jar der Transsibirischen Eisenbahn eröffnet. Diese ermöglichte die direkte Schmalspurbahn-Verbindung zwischen dem Torfbetrieb Kirovskaja CHPP-3 in Kirowo-Tschepezk und Vaska und später mit einem neuen Torfbetrieb, der in der Nähe des Dorfes Burmakino (Бурмакино) errichtet wurde.
Die Länge des gesamten Schienennetzes überschritt zeitweise hundert Kilometer. Die Schmalspurbahn war ursprünglich ein Teil der Transportabteilung des Torfbetriebs Karin, wurde 1958 in ein selbständiges Unternehmen abgespaltet. Das Hauptbetriebswerk der Strecke befand sich am Bahnhof in der Ortschaft Karintorf. Kleinere Depots befanden sich in den Stationen Oktjabrskaja (Октябрьская), in der Siedlung Retschnoi (Речной) bei Burmakino und in Waskino (Васькино).
Im Zusammenhang mit dem Rückgang der Torfgewinnung und der Umstellung des Haupttorfverbrauchers (Kirowskaja CHPP-3) auf Erdgas war die Stilllegung der Strecke ab Juni 2012 geplant.
Am 17. Februar 2012 fuhr der letzte Güterzug mit Torf von Karintorf zum Werk Kirowskaja CHPP-3. Die Beendigung des Personenverkehrs zwischen Karintorf und Kirowo-Tschepezk war für den 1. Juli 2012 geplant, wonach der Bezirk Karintorf seine einzige ganzjährige Verkehrsverbindung nach Kirowo-Tschepezk verloren hätte.
Zu dieser Zeit wurden die letzten Reste von bereits gestochenem Torf abtransportiert, woraufhin  die Schienen von Nowy (Новый im siebten Mikrodistrikt von Kirowo-Tschepezk) zum Bahnhof Torfjanaja (Торфяная) abgebaut wurden. Am 27. Mai 2012 wurden Schienen am Bahnübergang Belokholunitsky (Белохолуницком) auf der Straße von Slobodskoi nach Belaja Choluniza entfernt, indem der ehemalige Bahnübergang wurde mit dem Schotter bedeckt und die Schranken demontiert wurde. Damit zerfiel die Schmalspurbahn Karinskaja in zwei Teile. Sie wurde nur noch auf zwei Streckenabschnitten bei Kirowo-Tschepezk und bei der Siedlung Oktjabrski (Октябрьский).
Im Jahr 2012 wurde eine Pontonbrücke über die Tschepza gebaut und zumindest in der warmen Jahreszeit eine Busverbindung zwischen Kirowo-Tschepezk und Karintorf eingerichtet, sodass der Personenverkehr auf der Schmalspurbahn stillgelegt wurde.
Es gibt Pläne, einen Streckenabschnitt als Museumseisenbahn für touristische Zwecke wieder in Betrieb zu nehmen.

## Schienenfahrzeuge
Der Bahnbetrieb wurde von den Diesellokomotiven ТУ4 und ТУ7 durchgeführt. Torfwagen der UMV-Baureihe wurden eingesetzt, einige davon waren sogar mit Bremsen ausgerüstet. Güterzüge konnten unter Doppeltraktion fahren.

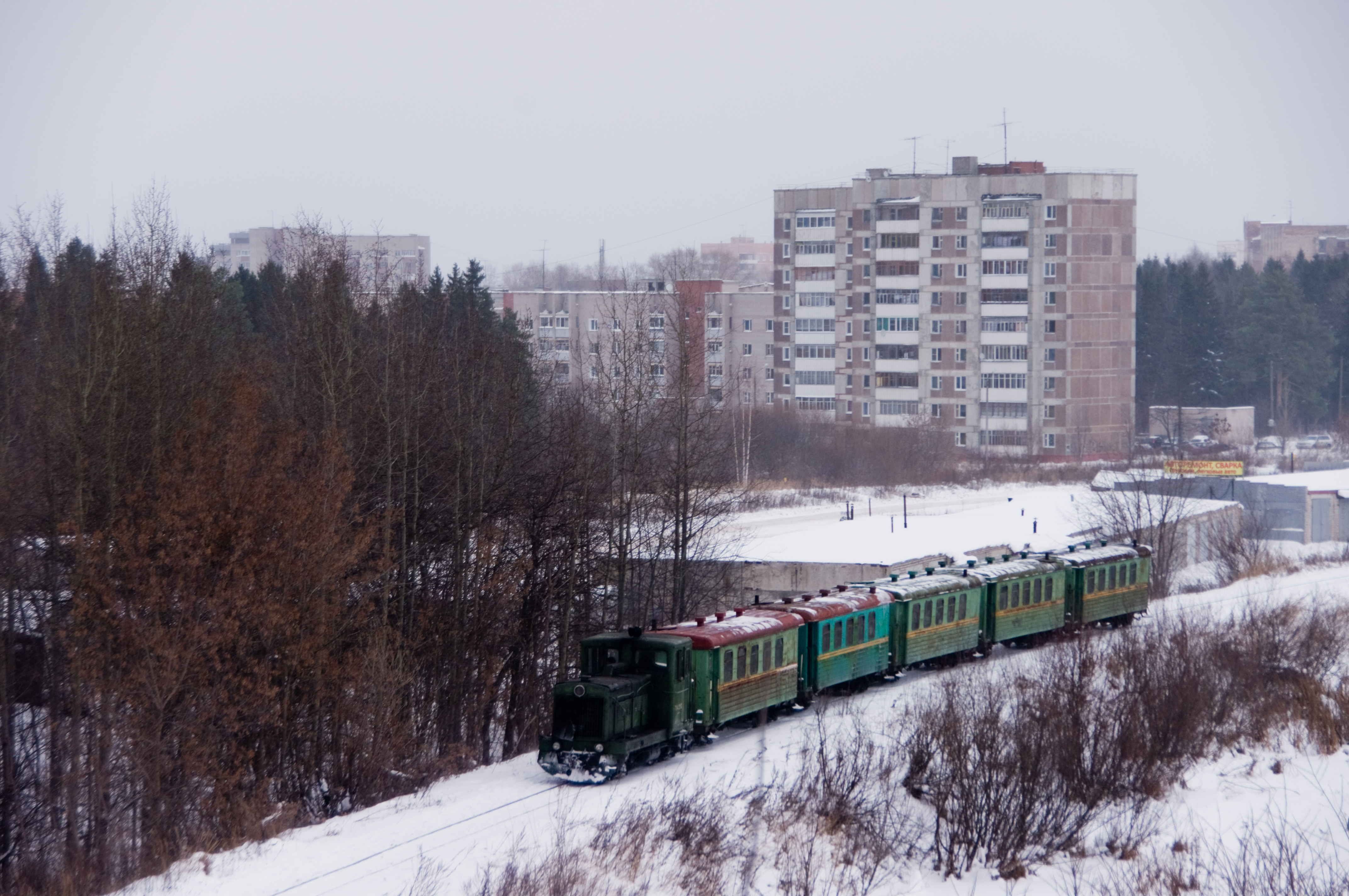
ТУ4-2286 mit einem Personenzug vor den Hochhäusern von Kirowo-Tschepezk
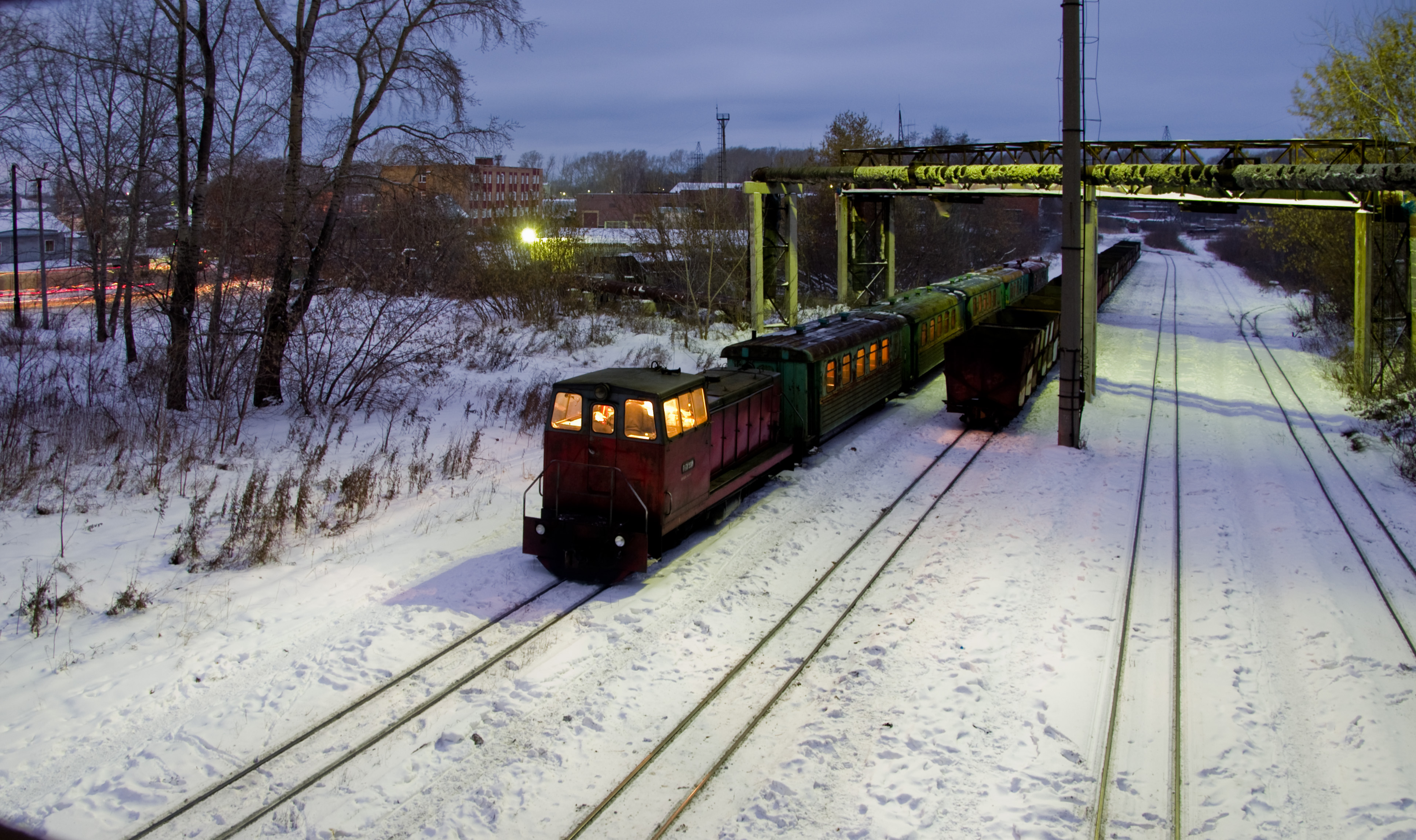
ТУ7А-3318  mit einem Personenzug beim Bahnhof Torfjanaja (Торфяная)
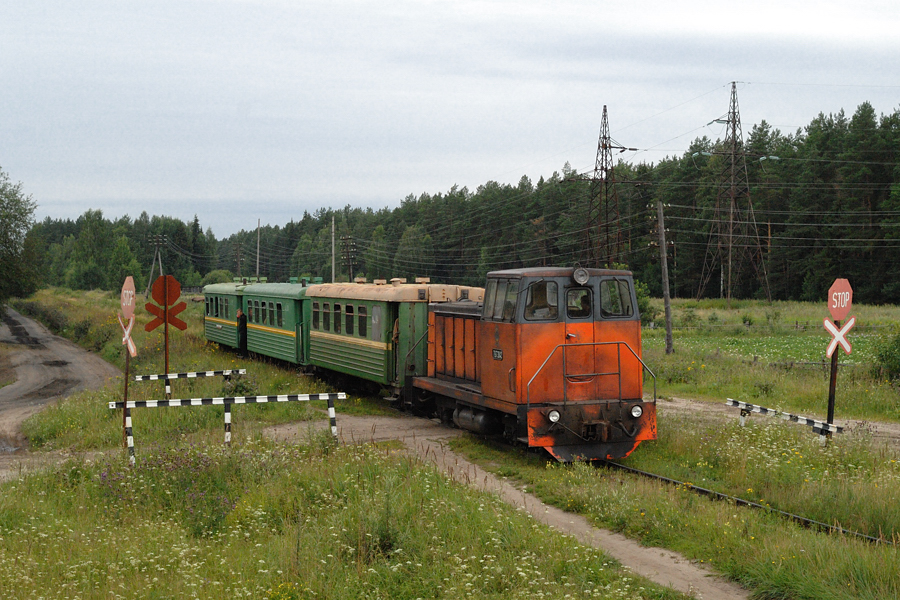
ТУ7А-3042 an einem unbeschrankten Bahnübergang